# Baojun 730
Baojun 730 – samochód osobowy typu minivan klasy średniej produkowany pod chińską marką Baojun w latach 2014–2022 oraz od 2018 roku na rynku indonezyjskim.

## Pierwsza generacja

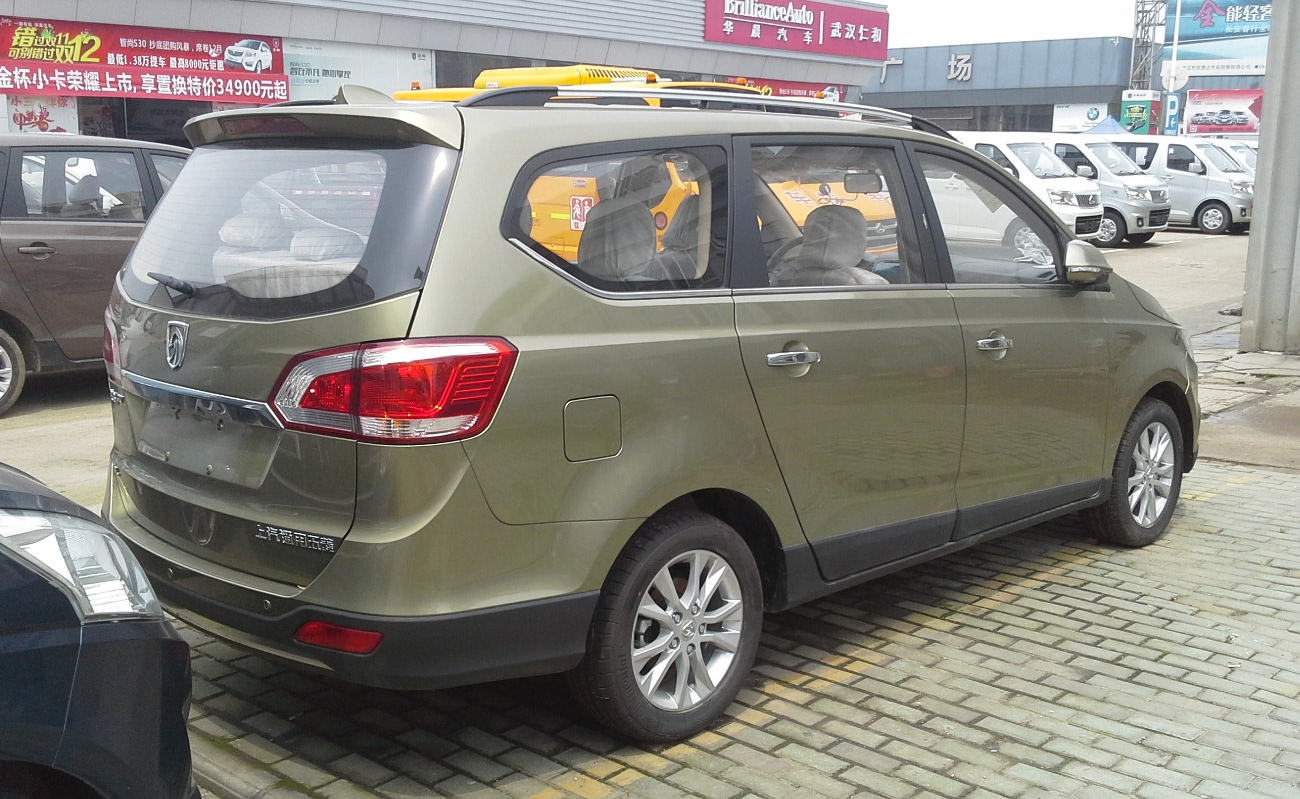
Baojun 730 I – tył

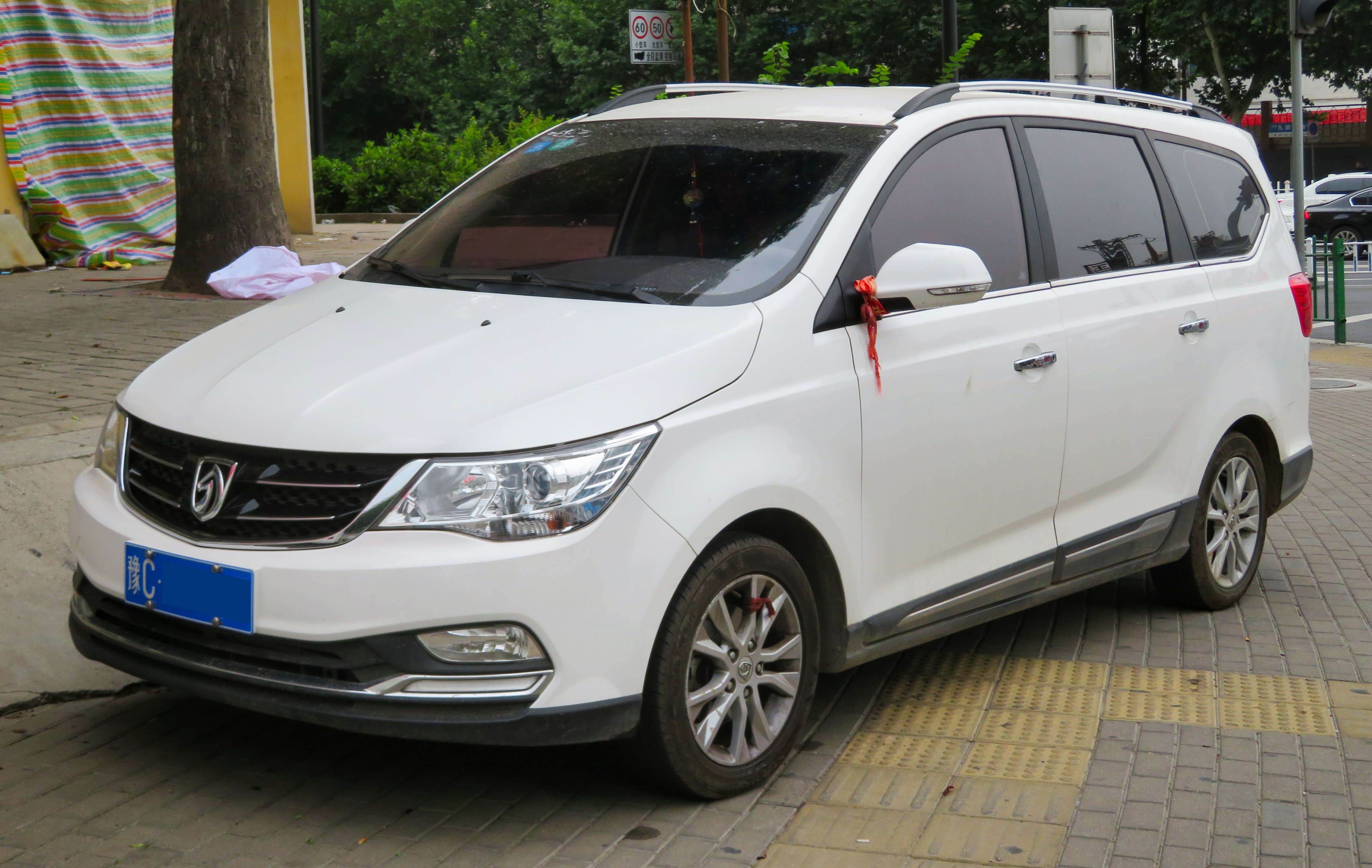
Baojun 730 I po liftingu

Baojun 730 I został zaprezentowany po raz pierwszy w 2014 roku.
Model 730 pojawił się w ofercie taniej marki Baojun jako pierwszy minivan stanowiący odpowiedź SAIC-GM-Wuling na popularną w Chinach koncepcję pojazdów skierowanych do dużych rodzin szukających kompromisu pomiędzy przestrzenią, systemami bezpieczeństwa i przystępną ceną.
Samochód zyskał charakterystyczne proporcje z wąskim i wysokim nadwoziem oraz ściętą tylną częścią karoserii, mogąc przewieźć do 7 pasażerów. Pod kątem wizualnym pojazd upodobniono do osobowych pojazdów Baojuna, adaptując od modeli 630/610 także gamę jednostek napędowych.

### Lifting
W 2016 roku Baojun 730 pierwszej generacji przeszedł niewielką restylizację, która ograniczyła się do nowego wzoru zderzaka z obudowanymi imitacją chromu diodami LED do jazdy dziennej.

### Zmiana nazwy
3 lata po tym, jak pierwszą generację zastąpił nowocześniejszy i większy następca, koncern SAIC-GM-Wuling zdecydował się wznowić produkcję pierwszej generacji Baojuna 730 pod inną marką swojego sojuszu – Wuling. Od 2020 roku samochód był ponownie produkowany z myślą o rynku chińskim pod nazwą Wuling 730, znikając jednakże z niego już rok później.

### Silniki
- R4 1.5l 110 KM
- R4 1.8l 135 KM

## Druga generacja

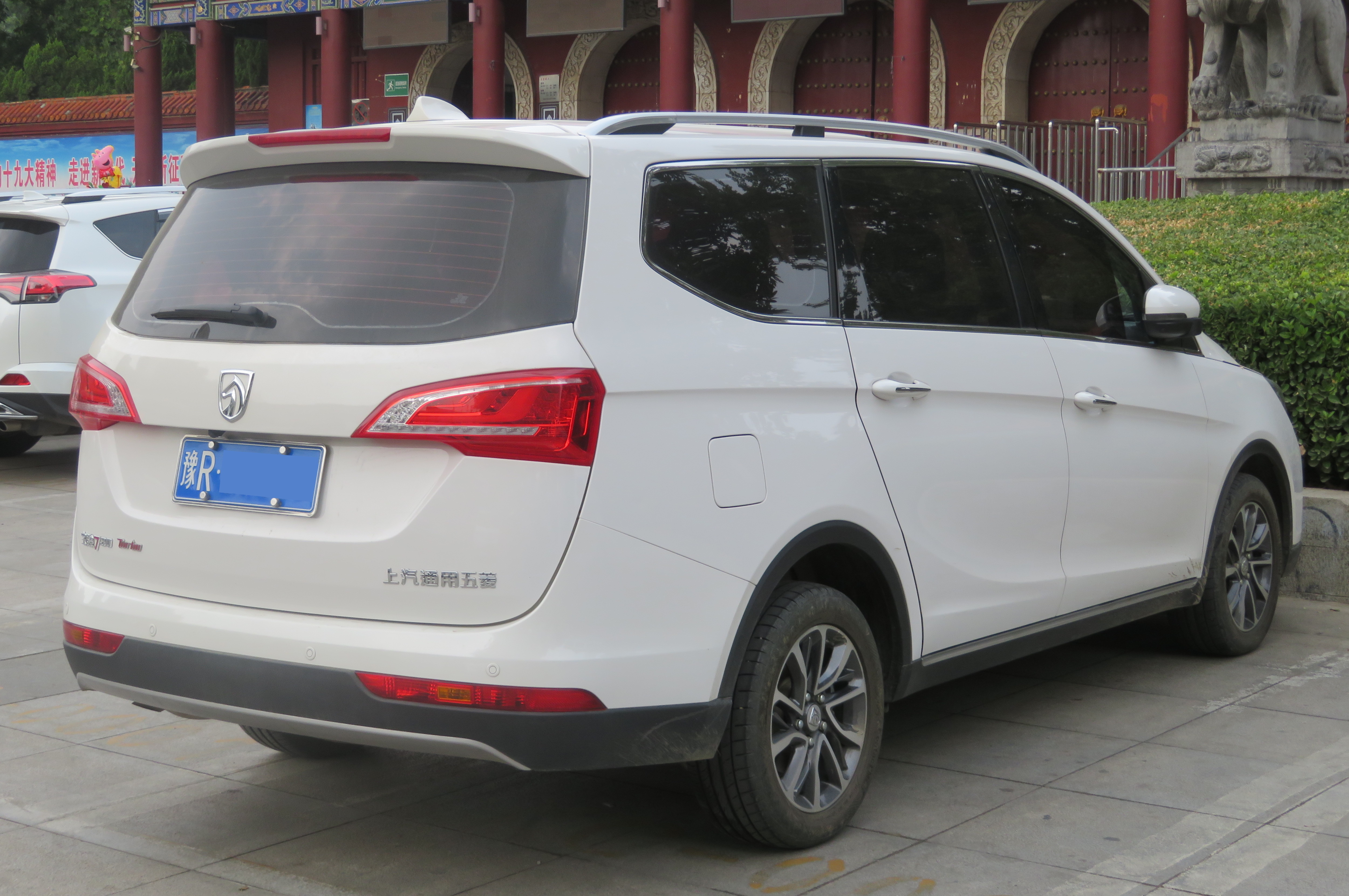
Baojun 730 II – tył

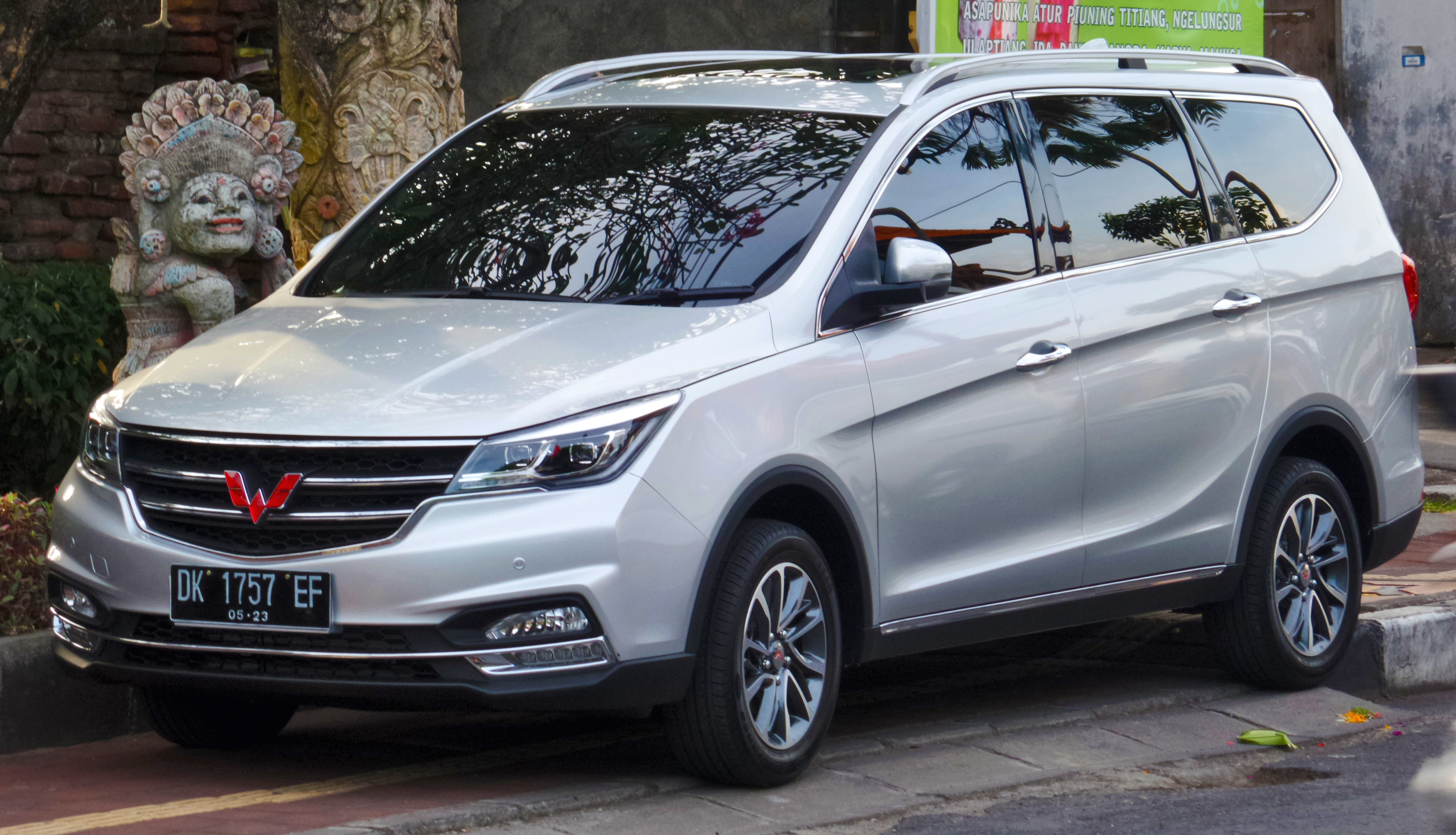
indonezyjski Wuling Cortez

Baojun 730 II został zaprezentowany po raz pierwszy w 2017 roku.
Niespełna 3 lata po debiucie pierwszej generacji Baojun przedstawił większego i nowocześniejszego następcę w postaci drugiej generacji minivana 730. Samochód przeszedł relatywnie szybko wdrożone obszerne modyfikacje w odpowiedzi na silną konkurencyjność segmentu dużych minivanów w Chinach, pomimo dużej popularności poprzednika, który w 2016 roku stał się jednym z 10 najpopularniejszych nowych samochodów na rodzimym rynku.
Pod kątem wizualnym Baojun 730 drugiej generacji zyskał bardziej awangardową stylizację z ostro ukształtowanymi reflektorami, rozległą atrapą chłodnicy oraz charakterystyczną klapą bagażnika podnoszoną całkowicie z tylnymi lampami. Ponadto, 730 II zyskał nowocześniejszą gamę jednostek napędowych wraz z turbodoładowanym 1.5l.

### Sprzedaż
Pomimo nowocześniejszej konstrukcji i bogatszej gamy jednostek napędowych, druga generacja Baojuna 730 nie powtórzyła sukcesu rynkowego poprzednika i systematycznie traciła na popularności wraz z kolejnymi latami obecności na rynku. Ostatecznie, zniknął z niego w 2022 roku na rzecz następcy bratniej marki, Wulinga Jiachena.
W 2018 roku Baojun 730 drugiej generacji trafił do sprzedaży także na rynku indonezyjskim, gdzie zasilił lokalną ofertę siostrzanej marki Wuling jako Wuling Cortez. Jego produkcja ruszyła w lokalnych zakładach w Bekasi w tym samym roku.

### Silniki
- R4 1.5l 110 KM
- R4 1.5l 135 KM Turbo
- R4 1.8l 129 KM